# Netzschkau
Netzschkau település Németországban, azon belül Szászország tartományban. Lakosainak száma 3718 fő (2023. december 31.).

## Népesség
A település népességének változása:
| Lakosok száma | 3949 | 3930 | 3777 | 3756 | 3718 |
|               | 2017 | 2019 | 2021 | 2022 | 2023 |